# Prélude (Fantaisie) et fugue en do majeur pour piano (Mozart)
Pour les articles homonymes, voir Prélude (homonymie).
Le Prélude (Fantaisie) et fugue en do majeur no 1 pour piano (en allemand: Präludium (Fantasie) und Fuge in C), K. 394/383a, est une œuvre pour piano de Wolfgang Amadeus Mozart, écrite à Vienne en avril 1782.

## Description
La Fantaisie comporte 60 mesures, à  et commence avec une indication de tempo Adagio. Les premières mesures contiennent de forts contrastes dynamiques: au forte de la première mesure succède rapidement le piano de la seconde mesure. L'adagio initial devient un andante huit mesures après. À ce moment, la main droite joue des triolets de doubles-croches, tandis que la main gauche joue des arpèges ascendants en croches et en dépassant la main droite. Elle continue par un rythme double-croche pointée - triple croche. L'indication de tempo change à nouveau, cette fois en più adagio avant de retrouver le tempo primo final, huit mesures après. La fantaisie se termine en sol majeur, la dominante de do majeur.
La fugue comporte 67 mesures, à  et présente l'indication andante maestoso, qui se change en adagio pour les deux dernières mesures. La fugue se termine dans la tonalité de la tonique, do majeur. Le thème est exposé à la main gauche sur deux mesures.
- Durée de l'interprétation : environ 9 minutes.

Introduction de l'Adagio :
Introduction de la Fugue :